# Велики и Мали Штрбац
Велики и Мали Штрбац је предео посебних природних одлика у режиму заштите I степена, површине 2.492,41ha.
Одликује га шумовито-каменити комплекс са приобалним деловима око Дунава, разноврсност станишта биљних заједница реликтног типа, богатог и мешовитог састава и врло сложене структуре. У оквиру се налазе Трајанова табла и пешачка стаза Велики и Мали Штрбац. Комплекс изузетне природне лепоте, са два видиковца, део је јединствене целине Ђердапске клисуре. 
Посебну вредност представљају најзаступљеније и веома добро очуване заједнице са мечјом леском. Заступљене су и многе друге ретке и ендемичне врсте као што су тиса, копривић, маклен (Acer monspessulanum), руј и јоргован. Присутне су ниске шуме и шибљаци на сувом крашком терену, као и високе састојине букве у чистом и мешовитом саставу са грабом и храстом китњаком. 
Као редак и јединствен пример ниско распрострањених букових шума издваја се локалитет Хајдучка чесма, уз саму обалу Дунава на 100 м.н.в., где се налази термофилна заједница брдске букве и шумског вијука (Festuco drymeiae - Fagetum submontanum).